# Seznam dílů seriálu Laboratorní krysy
Toto je seznam dílů seriálu Laboratorní krysy. Americký seriál Laboratorní krysy, který se vysílá na dětské americké stanici Disney XD, měl premiéru 27. února 2012 v USA a 8. února 2014 na českém Disney Channelu. Děj je o mladíkovi jménem Leo, který objeví tři teenagery s bionickými schopnostmi v suterénu (laboratoři) svého domu. V hlavních rolích se objevují Billy Unger, Spencer Boldman, Kelli Berglund, Tyrel Jackson Williams a Hal Sparks.
Seriál byl ve vysílání nahrazen spin-offem Laboratorní krysy: Elitní jednotka.

## Přehled řad
| Řada | Díly | Premiéra v USA  | Premiéra v USA    | Premiéra v ČR      | Premiéra v ČR      |
| Řada | Díly | První díl       | Poslední díl      | První díl          | Poslední díl       |
| ---- | ---- | --------------- | ----------------- | ------------------ | ------------------ |
| 1    | 20   | 27. února 2012  | 5. listopadu 2012 | 8. února 2014      | 26. října 2014     |
| 2    | 26   | 25. února 2013  | 13. ledna 2014    | 29. listopadu 2014 | 14. listopadu 2015 |
| 3    | 26   | 17. února 2014  | 5. února 2015     | 21. listopadu 2015 | 16. února 2017     |
| 4    | 26   | 18. března 2015 | 3. února 2016     | 8. května 2017     | 23. října 2017     |

## Seznam dílů

### První řada (2012)
| Č. v seriálu | Č. v řadě | Název                        | Český název                 | Režie              | Scénář                      | Premiéra v USA               | Premiéra v ČR   | Prod. kód |
| ------------ | --------- | ---------------------------- | --------------------------- | ------------------ | --------------------------- | ---------------------------- | --------------- | --------- |
| 1-2          | 12        | Crush, Chop, & Burn          | Rozdrtit, rozsekat a spálit | Victor Gonzalez    | Chris Peterson, Bryan Moore | 27. února 201228. února 2012 | 8. února 2014   | 101-102   |
| 3            | 3         | Commando App                 | Aplikace Komando            | Victor Gonzalez    | Gigi McCreery, Perry Rein   | 5. března 2012               | 15. února 2014  | 103       |
| 4            | 4         | Leo's Jam                    | Leo jede                    | Victor Gonzalez    | Heather Flanders            | 12. března 2012              | 22. února 2014  | 105       |
| 5            | 5         | Rats on a Train              | Velká vlaková mise          | Victor Gonzalez    | Ken Blankstein              | 19. března 2012              | 1. března 2014  | 107       |
| 6            | 6         | Smart and Smarter            | Chytrý a chytřejší          | Guy Distad         | Chris Peterson, Bryan Moore | 23. dubna 2012               | 8. března 2014  | 110       |
| 7            | 7         | Exoskeleton vs. Grandma      | Exoskeleton kontra babička  | Victor Gonzalez    | Ron Rappaport               | 30. dubna 2012 (DC)          | 15. března 2014 | 106       |
| 8            | 8         | Bionic Birthday Fail         | Narozeninový propadák       | Victor Gonzalez    | Ron Rappaport               | 7. května 2012               | 22. března 2014 | 111       |
| 9            | 9         | Death Spiral Smackdown       | Spirála smrti               | Sean McNamara      | Gigi McCreery, Perry Rein   | 7. června 2012               | 29. března 2014 | 108       |
| 10           | 10        | Can I Borrow the Helicopter? | Půjčíš mi helikoptéru?      | Victor Gonzalez    | Gigi McCreery, Perry Rein   | 14. června 2012              | 5. dubna 2014   | 112       |
| 11           | 11        | Back From the Future         | Návrat z budoucnosti        | Victor Gonzalez    | Ron Rappaport               | 21. června 2012              | 13. dubna 2014  | 116       |
| 12           | 12        | Chip Switch                  | Výměna čipů                 | Victor Gonzalez    | Ken Blankstein              | 28. června 2012              | 26. dubna 2014  | 119       |
| 13           | 13        | Drone Alone                  | Návrat dronu                | Jody Margolin Hahn | Mark Brazill                | 5. července 2012             | 3. května 2014  | 114       |
| 14           | 14        | Chore Wars                   | Prachy nesmrdí              | Sean McNamara      | Heather Flanders            | 12. července 2012            | 10. května 2014 | 109       |
| 15           | 15        | Dude, Where's My Lab?        | Kde mám laboratoř?          | Victor Gonzalez    | Marcus Alexander Hart       | 16. července 2012            | 18. května 2014 | 115       |
| 16           | 16        | Air Leo                      | Létající Leo                | Guy Distad         | Heather Flanders            | 8. října 2012                | 24. května 2014 | 117       |
| 17           | 17        | Night of the Living Virus    | Noc oživlého viru           | Victor Gonzalez    | Mark Brazill                | 15. října 2012               | 31. května 2014 | 104       |
| 18           | 18        | Mission Invisible            | Neviditelná mise            | Victor Gonzalez    | Carla Banks Waddles         | 22. října 2012               | 5. října 2014   | 113       |
| 19           | 19        | Concert in a Can             | Instantní koncert           | Victor Gonzalez    | Mark Brazill                | 29. října 2012               | 19. října 2014  | 118       |
| 20           | 20        | Mission: Space               | Mise: Vesmír                | Victor Gonzalez    | Chris Peterson, Bryan Moore | 5. listopadu 2012            | 26. října 2014  | 120       |

### Druhá řada (2013–2014)
| Č. v seriálu | Č. v řadě | Název                              | Český název         | Režie              | Scénář                      | Premiéra v USA     | Premiéra v ČR                                    | Prod. kód |
| ------------ | --------- | ---------------------------------- | ------------------- | ------------------ | --------------------------- | ------------------ | ------------------------------------------------ | --------- |
| 21           | 1         | Speed Trapped                      | Cesta na dno oceánu | Victor Gonzalez    | Chris Peterson, Bryan Moore | 25. února 2013     | 29. listopadu 2014                               | 203       |
| 22           | 2         | Spy Fly                            | Moucha špiónka      | Guy Distad         | Ken Blankstein              | 4. března 2013     | 6. prosince 2014                                 | 201       |
| 23           | 3         | Missin' the Mission                | Nestihneme misi     | Victor Gonzalez    | Hayes Jackson               | 11. března 2013    | 13. prosince 2014                                | 202       |
| 24           | 4         | Quarantined                        | Otrávená Bree       | Victor Gonzalez    | Marcus Alexander Hart       | 18. března 2013    | 20. prosince 2014                                | 205       |
| 25           | 5         | Robot Fight Club                   | Robotí zápasy       | Sean Lambert       | Hayes Jackson               | 25. března 2013    | 27. prosince 2014                                | 210       |
| 26           | 6         | Bro Down                           | Končím v týmu       | Victor Gonzalez    | Mark Brazill                | 1. dubna 2013      | 3. ledna 2015                                    | 204       |
| 27           | 7         | The Rats Strike Back               | Krysy vrací úder    | Victor Gonzalez    | Julia Miranda               | 8. dubna 2013      | 11. ledna 2015                                   | 206       |
| 28           | 8         | Parallel Universe                  | Paralelní Vesmír    | Guy Distad         | Ron Rappaport               | 17. června 2013    | 17. ledna 2015                                   | 207       |
| 29           | 9         | Spike's Got Talent                 | Spike má talent     | Guy Distad         | Julia Miranda               | 24. června 2013    | 6. června 2015                                   | 208       |
| 30           | 10        | Leo vs. Evil                       | Leo proti zlu       | Victor Gonzalez    | Ron Rappaport               | 24. června 2013    | 1. března 2015                                   | 211       |
| 31           | 11        | Hole in One                        | Přesný zásah        | Victor Gonzalez    | Sib Ventress                | 1. července 2013   | 27. června 2015                                  | 217       |
| 32           | 12        | Trucked Out                        | Auto pro Adama      | Victor Gonzalez    | Hayes Jackson               | 8. července 2013   | 1. března 2015                                   | 220       |
| 33           | 13        | The Bionic 500                     | Závod boháčů        | Victor Gonzalez    | Julia Miranda               | 22. července 2013  | 1. srpna 2015                                    | 223       |
| 34-35        | 1415      | Bionic Showdown                    | Rozhodující bitva   | Victor Gonzalez    | Chris Peterson, Bryan Moore | 5. srpna 2013      | 13. června 2015 (část 1)20. června 2015 (část 2) | 212-213   |
| 36           | 16        | Memory Wipe                        | Vymazaná paměť      | Victor Gonzalez    | Ron Rappaport               | 19. srpna 2013     | 8. srpna 2015                                    | 219       |
| 37           | 17        | Avalanche!                         | Dvojitý agent       | Victor Gonzalez    | Mark Brazill                | 16. září 2013      | 15. srpna 2015                                   | 214       |
| 38           | 18        | Adam Up                            | Adam v davu         | Victor Gonzalez    | Greg Schaffer               | 23. září 2013      | 22. srpna 2015                                   | 218       |
| 39           | 19        | Llama Drama                        | Drama s lamou       | Guy Distad         | Ken Blankstein              | 30. září 2013      | 29. srpna 2015                                   | 216       |
| 40           | 20        | The Haunting of Mission Creek High | Ve škole straší     | Jody Margolin Hahn | Ken Blankstein              | 14. října 2013     | 28. října 2015                                   | 209       |
| 41           | 21        | Perry 2.0                          | Perryová 2.0        | David DeLuise      | Julia Miranda               | 11. listopadu 2013 | 17. října 2015                                   | 215       |
| 42           | 22        | My Little Brother                  | Můj malý bratříček  | Victor Gonzalez    | Jason Dorris                | 18. listopadu 2013 | 24. října 2015                                   | 224       |
| 43           | 23        | Prank You Very Much                | Kanadské žertíky    | Victor Gonzalez    | Ken Blankstein              | 25. listopadu 2013 | 31. října 2015                                   | 222       |
| 44           | 24        | Twas the Mission Before Christmas  | Mise před Vánocemi  | Guy Distad         | Mark Brazill                | 2. prosince 2013   | 17. prosince 2014                                | 221       |
| 45           | 25        | Trent Gets Schooled                | Lekce pro Trenta    | Victor Gonzalez    | Jessica Gao                 | 6. ledna 2014      | 7. listopadu 2015                                | 225       |
| 46           | 26        | No Going Back                      | Odcházíme navždy    | Victor Gonzalez    | Chris Peterson, Bryan Moore | 13. ledna 2014     | 14. listopadu 2015                               | 226       |

### Třetí řada (2014–2015)
| Č. v seriálu | Č. v řadě | Název                         | Český název                 | Režie           | Scénář                                                     | Premiéra v USA     | Premiéra v ČR                        | Prod. kód |
| ------------ | --------- | ----------------------------- | --------------------------- | --------------- | ---------------------------------------------------------- | ------------------ | ------------------------------------ | --------- |
| 47-48        | 12        | Sink or Swim                  | Z Louže pod hladinu         | Victor Gonzalez | Chris Peterson, Bryan Moore (Část 1)Hayes Jackson (Část 2) | 17. února 2014     | 21. listopadu 201522. listopadu 2015 | 301-302   |
| 49           | 3         | The Jet Wing                  | Tryskolet                   | Victor Gonzalez | Ron Rappaport                                              | 24. února 2014     | 28. listopadu 2015                   | 303       |
| 50           | 4         | Mission: Mission Creek High   | Mise: Mise Creek High       | Guy Distad      | Julia Miranda                                              | 3. března 2014     | 5. prosince 2015                     | 304       |
| 51           | 5         | Zip It                        | Fičák                       | Guy Distad      | Greg Schaffer                                              | 10. března 2014    | 12. prosince 2015                    | 305       |
| 52           | 6         | Not So Smart Phone            | Ne tak chytrý telefon       | Victor Gonzalez | Ken Blankstein                                             | 24. března 2014    | 19. prosince 2015                    | 306       |
| 53           | 7         | Scramble the Orbs             | Koulovaná                   | Guy Distad      | Karen Jacobs                                               | 7. dubna 2014      | 26. prosince 2015                    | 307       |
| 54           | 8         | Principal from Another Planet | Říďa z jiné planety         | Victor Gonzalez | Mark Brazill                                               | 14. dubna 2014     | 9. ledna 2017                        | 316       |
| 55           | 9         | Taken                         | Únos                        | Victor Gonzalez | Mark Brazill                                               | 21. dubna 2014     | 3. září 2016                         | 308       |
| 56           | 10        | Three Minus Bree              | Bree je mimo hru            | Victor Gonzalez | Julia Miranda                                              | 30. června 2014    | 10. září 2016                        | 309       |
| 57           | 11        | Which Father Knows Best?      | Který otec umí víc?         | Guy Distad      | Kenny Byerly                                               | 7. července 2014   | 17. září 2016                        | 310       |
| 58           | 12        | Cyborg Shark Attack           | Útok Kybork žraloků         | Victor Gonzalez | Greg Schaffer                                              | 18. července 2014  | 24. září 2016                        | 313       |
| 59-60        | 1314      | You Posted What!?!            | Cože to postovala ?!        | Victor Gonzalez | Hayes Jackson (část 1)Ken Blankstein (část 2)              | 28. července 2014  | 2. ledna 20173. ledna 2017           | 314-315   |
| 61           | 15        | Armed and Dangerous           | Ozbrojená hrozba            | Victor Gonzalez | Julia Miranda                                              | 29. září 2014      | 4. ledna 2017                        | 318       |
| 62           | 16        | Alien Gladiators              | Vesmírni gladiatoři         | Guy Distad      | Ron Rappaport                                              | 13. října 2014     | 5. ledna 2017                        | 311       |
| 63           | 17        | Brother Battle                | Souboj s bratrem            | Hal Sparks      | Jason Dorris                                               | 20. října 2014     | 1. října 2016                        | 312       |
| 64           | 18        | Spike Fright                  | Postrach Spike              | Guy Distad      | Ken Blankstein                                             | 24. října 2014     | 27. března 2019                      | 319       |
| 65           | 19        | Face Off                      | Tváří v tvář                | Guy Distad      | Julia Miranda                                              | 10. listopadu 2014 | 10. ledna 2017                       | 317       |
| 66           | 20        | Merry Glitchmas               | Šťastné a závadné           | Guy Distad      | Ron Rappaport                                              | 1. prosince 2014   | 8. prosince 2015                     | 320       |
| 67-68        | 2122      | Rise of the Secret Soldiers   | Vzestup tajných vojáků      | Victor Gonzalez | Hayes Jackson (část 1)Chris Peterson, Bryan Moore (část 2) | 26. ledna 2015     | 11. ledna 201712. ledna 2017         | 321-322   |
| 69           | 23        | Bionic Houseparty             | Bionická megapárty          | Guy Distad      | Mark Brazill                                               | 2. února 2015      | 13. února 2017                       | 323       |
| 70           | 24        | First Day of Bionic Academy   | První den Bionické akademie | Guy Distad      | Chris Peterson, Bryan Moore                                | 3. února 2015      | 14. února 2017                       | 324       |
| 71           | 25        | Adam Steps Up                 | Adam zasahuje               | Guy Distad      | Ernie Bustamante                                           | 4. února 2015      | 15. února 2017                       | 325       |
| 72           | 26        | Unauthorized Mission          | Nepovolená mise             | Guy Distad      | Ken Blankstein                                             | 5. února 2015      | 16. února 2017                       | 326       |

### Čtvrtá řada:Bionický ostrov(2015–2016)
Čtvrtá řada nesla podtitul Bionický ostrov.
| Č. v seriálu | Č. v řadě | Název                            | Český název                            | Režie              | Scénář                                                                     | Premiéra v USA     | Premiéra v ČR                  | Prod. kód |
| ------------ | --------- | -------------------------------- | -------------------------------------- | ------------------ | -------------------------------------------------------------------------- | ------------------ | ------------------------------ | --------- |
| 73-74        | 12        | Bionic Rebellion                 | Bionické povstání                      | Guy Distad         | Chris Peterson, Bryan Moore                                                | 18. března 2015    | 8. května 20179. května 2017   | 403-404   |
| 75           | 3         | Left Behind                      | Sami na pevnině                        | Hal Sparks         | Julia Miranda                                                              | 25. března 2015    | 10. května 2017                | 401       |
| 76           | 4         | Under Siege                      | V Obležení                             | Victor Gonzalez    | Ken Blankstein                                                             | 1. dubna 2015      | 11. května 2017                | 402       |
| 77           | 5         | Bionic Dog                       | Bionický pes                           | Guy Distad         | Mark Brazill                                                               | 8. dubna 2015      | 12 května 2017                 | 412       |
| 78           | 6         | Mission Mania                    | Hrdinská manie                         | Jody Margolin Hahn | Hayes Jackson                                                              | 15. dubna 2015     | 15. května 2017                | 405       |
| 79           | 7         | Simulation Manipulation          | Jeden za všechny, všichni za jednoho   | Victor Gonzalez    | Greg Schaffer                                                              | 22. dubna 2015     | 16. května 2017                | 406       |
| 80           | 8         | Forbidden Hero                   | Hrdina má zákaz                        | Victor Gonzalez    | Steve Joe                                                                  | 1. července 2015   | 17. května 2017                | 408       |
| 81           | 9         | Spider Island                    | Pavoučí ostrov                         | Hal Sparks         | Julia Miranda                                                              | 8. července 2015   | 18. května 2017                | 409       |
| 82           | 10        | Spike vs. Spikette               | Aplikace Komando                       | Victor Gonzalez    | Jason Dorris                                                               | 15. července 2015  | 19. května 2017                | 407       |
| 83           | 11        | Lab Rats vs. Mighty Med part 1   | Laboratorní krysy versus Super doktoři | Guy Distad         | Mark Brazil, Vincent Brown, Clayton Sakoda, Ian Weinreich                  | 22. července 2015  | 7. prosince 2017               | 415       |
| 84           | 12        | Space Elevator                   | Dva géniové na jednom smětišti         | Hal Sparks         | Jonah Kuehner                                                              | 29. července 2015  | 22. května 2017                | 414       |
| 85-86        | 1314      | Bionic Action Hero               | Bionický akční hrdina                  | Victor Gonzalez    | Hayes Jackson, Ken Blankstein                                              | 5. srpna 2015      | 23. května 201724. května 2017 | 410-411   |
| 87           | 15        | One of Us                        | Jeden z nás                            | Guy Distad         | Julia Miranda                                                              | 12. srpna 2015     | 9. října 2017                  | 416       |
| 88           | 16        | Bob Zombie                       | Zombie Bob                             | Guy Distad         | Hayes Jackson                                                              | 30. září 2015      | 10. října 2017                 | 417       |
| 89           | 17        | Human Eddy                       | Eddy člověkem                          | Victor Gonzalez    | Greg Schaffer                                                              | 14. října 2015     | 12. října 2017                 | 419       |
| 90           | 18        | The Curse of the Screaming Skull | Prokletí ječící lebky                  | Victor Gonzalez    | Loni Steele Sosthand                                                       | 21. října 2015     | 11. října 2017                 | 420       |
| 91-92        | 1920      | Lab Rats: On the Edge            | Zaslepenost                            | Victor Gonzalez    | Hayes Jackson, Greg Schaffer                                               | 11. listopadu 2015 | 13. října 201716. října 2017   | 421-422   |
| 93           | 21        | Ultimate Tailgate Challenge      | Soutěž o nejlepší grilovačku           | Guy Distad         | Greg Schaffer                                                              | 2. prosince 2015   | 17. října 2017                 | 413       |
| 94           | 22        | And Then There Were Four         | A pak byli čtyři                       | Victor Gonzalez    | Ken Blankstein                                                             | 13. ledna 2016     | 18. října 2017                 | 418       |
| 95-96        | 2324      | Space Colony                     | Vesmírná kolonie                       | Victor Gonzalez    | Chris Peterson, Bryan Moore                                                | 20. ledna 2016     | 19. října 201720. října 2017   | 423-424   |
| 97-98        | 2526      | The Vanishing                    | Zmizení                                | Victor Gonzalez    | Hayes Jackson, Greg Schaffer (Část 1) Chris Peterson, Bryan Moore (Část 2) | 3. února 2016      | 23. října 2017                 | 425-426   |